# I Don’t Search I Find
I Don’t Search I Find – utwór amerykańskiej piosenkarki Madonny nagrany dla jej czternastego albumu studyjnego Madame X. Piosenka stała się pięćdziesiątym numerem jeden Madonny na liście Dance Club Songs magazynu „Billboard”.

## Kompozycja i wydanie
„I Don’t Search I Find” zostało napisane i wyprodukowane przez Madonnę oraz Mirwaisa. Piosenka jest utrzymana w stylu disco i house lat 90. XX wieku Pod koniec listopada 2019 zostało zapowiedziane, że remiksy piosenki stworzone przez Honeya Dijona zostaną wydane jako kolejny singel promocyjny albumu. Te remiksy zostały wydane 6 grudnia 2019. 1 maja piosenkarka wydała kolejne remiksy utworu, ku pamięci Orlanda Puerty. Madonna obwieściła informację o wydaniu kolejnych remiksów, tydzień przed ich wydaniem.

## Odbiór

### Krytyczny
Rich Juzwiak z magazynu „Pitchfork” napisał, że utwór jest luźno skonstruowany i podobny do niewydanego materiału albumu Erotica. Ben Beaumont-Thomas z magazynu „The Guardian” porównał „I Don’t Search I Find” do poprzednich tworów Madonny takich jak „Vogue” oraz „Deeper and Deeper”. Nick Smith z „musicOMH” napisał, że utwór jest hybrydą „Vogue” oraz „Where Love Lives” Alison Limerick. Chuck Arnold z „New York Post” umieścił „I Don’t Search I Find” na 8. miejscu jego listy najlepszych piosenek 2019 roku. Dodał on również, że utwór ten „miksuje EDM z czasów Confessions on a Dance Floor z głębokim housem «Vogue» powodując zachwycającą disco piosenkę.”

### Komercyjny
Po wydaniu Madame X „I Don’t Search I Find” trafiło na 160. miejsce najbardziej pobieranych piosenek we Francji. Zaś po wydaniu pierwszych remiksów utworu, uplasował on się na 5. miejscu listy Greece Digital Song Sales oraz 30. miejscu amerykańskiej listy Hot Dance/Electronic Songs. Piosenka również stała się 50. numerem jeden Madonny na amerykańskiej liście Dance Club Songs, dzięki temu Madonna jest artystką z największą liczbą numerów jeden na jakiejkolwiek liście magazynu „Billboard” oraz artystką z numerami jeden już od pięciu dekad na tej liście. Na Słowacji utwór uplasował się na 73. miejscu.

## Lista utworów
| Digital download / media strumieniowe (Honey Dijon Remix) | Digital download / media strumieniowe (Honey Dijon Remix) | Digital download / media strumieniowe (Honey Dijon Remix) |
| Nr                                                        | Tytuł utworu                                              | Długość                                                   |
| --------------------------------------------------------- | --------------------------------------------------------- | --------------------------------------------------------- |
| 1.                                                        | „I Don’t Search I Find” (Honey Dijon Remix)               | 6:58                                                      |
| 2.                                                        | „I Don’t Search I Find” (Honey Dijon CLUBMIX)             | 6:07                                                      |
| 3.                                                        | „I Don’t Search I Find” (Honey Dijon RADIOMIX)            | 5:22                                                      |
|                                                           |                                                           | 18:27                                                     |

| Digital download / media strumieniowe (Remixes EP) | Digital download / media strumieniowe (Remixes EP) | Digital download / media strumieniowe (Remixes EP) |
| Nr                                                 | Tytuł utworu                                       | Długość                                            |
| -------------------------------------------------- | -------------------------------------------------- | -------------------------------------------------- |
| 1.                                                 | „I Don’t Search I Find” (Endor Remix)              | 5:29                                               |
| 2.                                                 | „I Don’t Search I Find” (DJWL Remix)               | 4:29                                               |
| 3.                                                 | „I Don’t Search I Find” (Kue Remix)                | 6:25                                               |
| 4.                                                 | „I Don’t Search I Find” (Chris Cox Remix)          | 6:53                                               |
| 5.                                                 | „I Don’t Search I Find” (Offer Nissim Remix)       | 6:38                                               |
|                                                    |                                                    | 29:54                                              |

## Personel
- Madonna – główne wokale, pisanie, kompozycja, produkcja
- Mirwais – pisanie, kompozycja, produkcja

Źródło:.

## Notowania
| Terytorium        | Notowanie (2019-20)        | Najwyższa pozycja | Przypis |
| ----------------- | -------------------------- | ----------------- | ------- |
| Francja           | Top Singles Téléchargés    | 160               | [ 11 ]  |
| Grecja            | Greece Digital Song Sales  | 5                 | [ 12 ]  |
| Słowacja          | Radio Top 100              | 73                | [ 15 ]  |
| Stany Zjednoczone | Dance Club Songs           | 1                 | [ 17 ]  |
| Stany Zjednoczone | Hot Dance/Electronic Songs | 30                | [ 13 ]  |

## Historia wydania
| Obszar     | Data            | Format                                | Wersja                | Wytwórnia  | Przypis |
| ---------- | --------------- | ------------------------------------- | --------------------- | ---------- | ------- |
| Cały świat | 14 czerwca 2019 | digital download · media strumieniowe | oryginał              | Interscope | [ 18 ]  |
| Cały świat | 6 grudnia 2019  | digital download · media strumieniowe | remiksy Honeya Dijona | Interscope | [ 4 ]   |
| Cały świat | 1 maja 2020     | digital download · media strumieniowe | Remix EP              | Interscope | [ 5 ]   |